# Гребенштайн

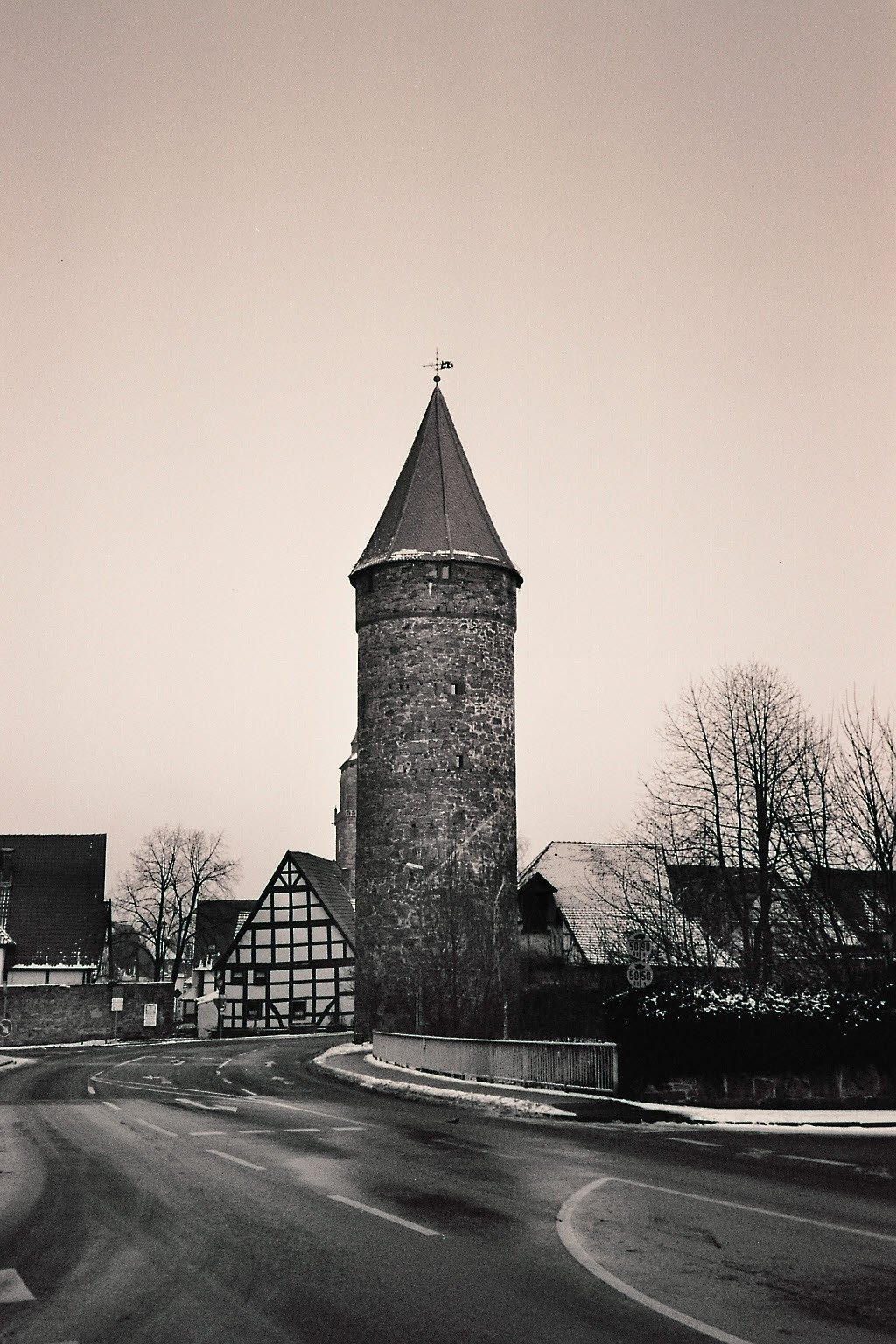
Гребенштайн

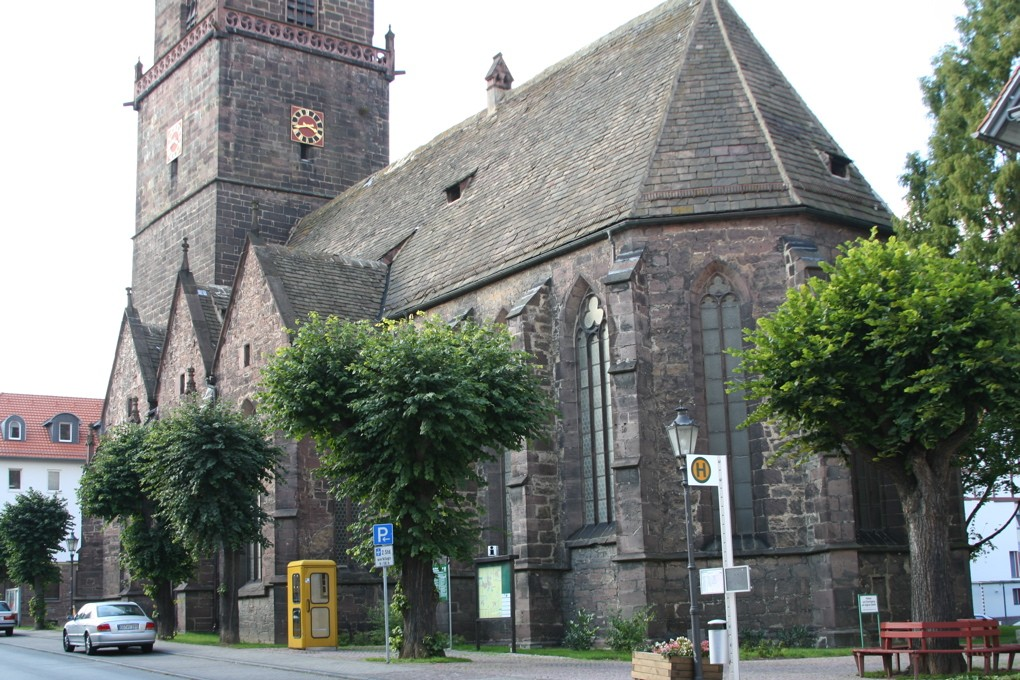
Гребенштайн

Гребенштайн (нем. Grebenstein) — город в Германии, в земле Гессен. Подчинён административному округу Кассель. Входит в состав района Кассель.  Население составляет 5936 человек (на 31 декабря 2010 года). Занимает площадь 49,85 км². Официальный код — 06 6 33 010.